# 東泰久
東 泰久（あずま やすひさ、2月10日 - ）は、日本で活動するミュージカル俳優および元空手家である。兵庫県明石市出身。劇団四季所属。

## 来歴
幼稚園時代に空手を始め、高校時代には全国高等学校総合体育大会（インターハイ）へ出場し空手家として活動していたが、怪我が原因で空手家を引退することになった。空手家引退後はバンドを結成しミュージシャンに転向し地元関西でバンド活動をしていた。バンド活動中にミュージカル出演の機会があり、その後ミュージカル俳優を目指すことになる。劇団四季の作品を生涯一度も観劇経験がなかったが、2014年に劇団四季研究所へ入所する。研究生時代の2014年8月21日に自由劇場で上演されたジーザス・クライスト＝スーパースター エルサレムバージョン東京公演のアンサンブル役が初舞台出演となった。

## 主な出演作品
- ジーザス・クライスト＝スーパースター エルサレムバージョン（2014年アンサンブル3枠）
- むかしむかしゾウがきた（2015年九郎衛門、アンサンブル6枠）
- エクウス（2016年馬）
- エルコスの祈り（2016年パルタ）
- ガンバの大冒険（2017年ヨイショ）
- 魔法を捨てたマジョリン（2018年タツロット）
- ユタと不思議な仲間たち（2019年、2021年ゴンゾ）
- 李香蘭（2019年、2022年検察官他）
- 思い出を売る男（2019年酔漢/警察/与太者など）
- 人間になりたがった猫（2022年スワガード）
- バケモノの子（2023年熊徹）